# 烏帽子岳 (鈴鹿山脈)
烏帽子岳（えぼしだけ）は、岐阜県大垣市と三重県いなべ市にまたがる鈴鹿山脈の北部に位置する標高865 mの山。続ぎふ百山に選定されている。

## 概要
山容が「烏帽子」に似ていることが、山名の由来である。平安時代の末期に、熊坂長範がこの山を拠点として旅人を襲ったという伝説がある。三重県では昔から「熊坂山」と呼ばれていた。古くから北側の山麓は、大垣市上石津町から鈴鹿山脈の五僧峠を越えて滋賀県彦根市に至る要路であった。
以前の2万5千分1地形図には、山頂の点名「烏帽子岳」の三等三角点の90 mほど西に最高点である標高点972の数値が表記されていたが、現在は表記されていない。山麓周辺では、炭焼窯跡が見られる。山麓の集落からは三角錐の端正な山容を望むことができ、「美濃富士」とも呼ばれている。「冠橋付近から見た烏帽子岳」が、大垣市景観遺産の一つに指定されている。
山頂付近にはツツジ科のホンシャクンゲやベニドウダンの岐阜県下有数の群落があり、岐阜県自然環境保全条例により北斜面の山域は、1979年（昭和54年）12月28日に「烏帽子岳自然環境保全地域」に指定された。山頂の北西1.6 kmには、時山バンガロー村（キャンプ場）がある。

## 登山

### 登山道

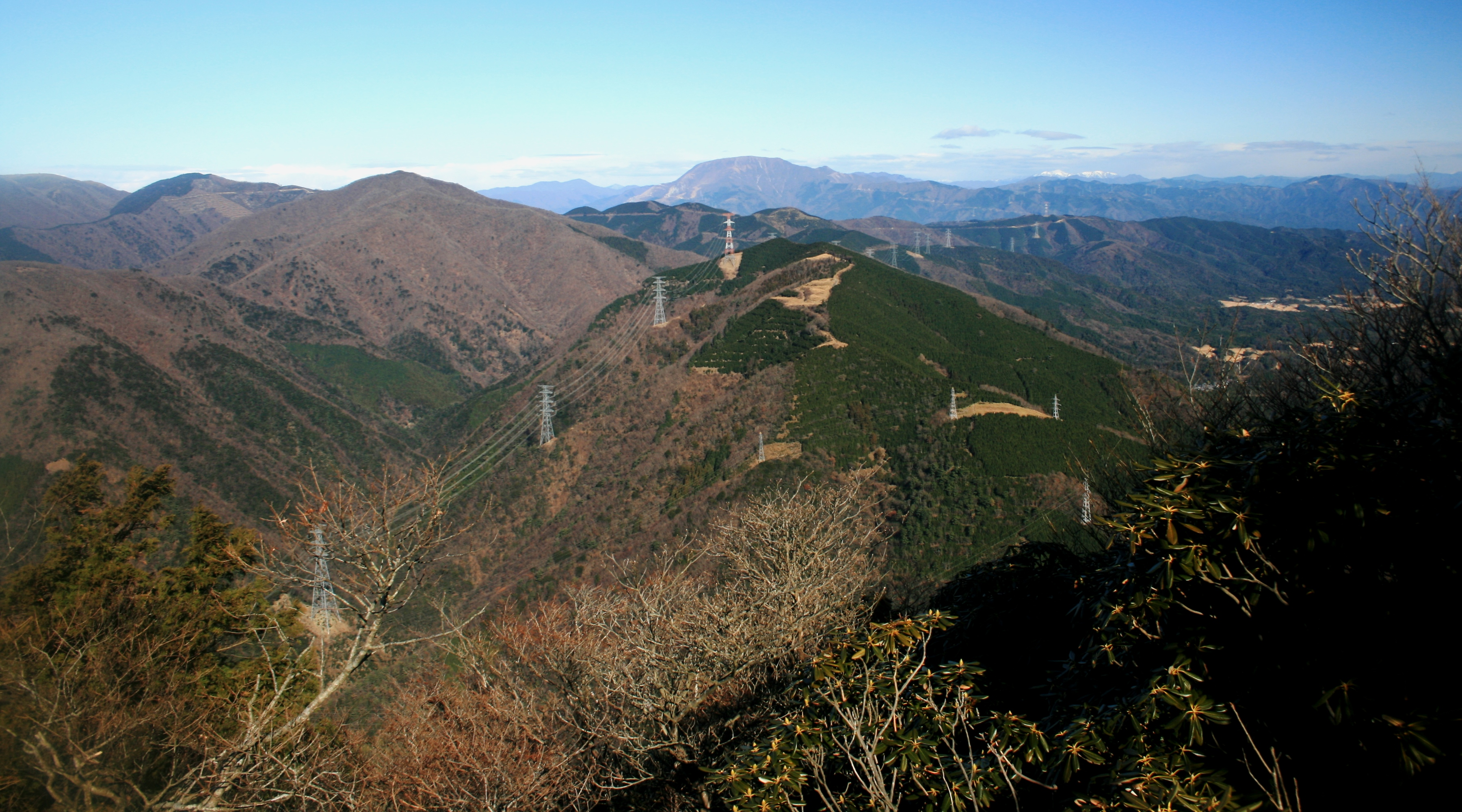
烏帽子岳のホンシャクナゲの自生地から望む北側の展望、北斜面の山域は岐阜県の「烏帽子岳自然環境保全地域」に指定されている。

各方面からの以下の登山道がある。
2009年には「時まちづくり実行委員会」や「大垣山岳協会」などの人々により細野ルートの烏帽子岳登山道が開設され、大垣市が登山口の「烏帽子岳林間広場」を整備した。2009年（平成21年）5月17日にその記念式典が開催された。
春には山頂付近の登山道でイワウチワやカタクリなどの花が見られる山頂からは、麓の上石津の集落や養老山地、伊勢湾などを望むことができる。一部の登山道は送電線の巡視路となっていて、階段が設置されている箇所がある。
細野ルート
烏帽子岳林間広場 - 北西尾根 - 烏帽子岳
上部で大岩コースと展望岩コースの2コースに分かれる。
北西尾根のルート
時山バンガロー村 - 送電線巡視路 - ホンシャクナゲ群生地 - 最高点 - 烏帽子岳
三国岳からの縦走ルート
各方面の登山口 - 三国岳 - 送電線巡視路 - 送電線鉄塔 - 烏帽子岳
三国岳付近のルートが分かりにく、尾根に沿ったアップダウンが多い。稜線上の岩場からは霊仙山や伊吹山が望める。
釣鐘谷からのルート
時山橋 - 釣鐘谷 - 炭焼窯跡 - 最終の水場 - 物見岩 - 烏帽子岳
利用者が少なく、荒廃が進み一般向きではない。山頂直下の物見岩からは北側の視界が良好。
篠立からのルート
篠立 - 長楽寺 - 篠立林道 - 鉄塔 - 狗留尊岳（くるそんだけ） - 三国岳分岐 - 最高点 - 烏帽子岳
古田小学校方面の登山口から狗留尊岳に至るルートもある。長楽寺の参道では春にイカリソウの花が見られる。

### 植物
山域の登山道では、イカリソウ、イワウチワ、カタクリ、ベニドウダン、ホンシャクナゲなどの花が見られる。牧田川を挟んで東側にある養老山地の笙ヶ岳西山腹（大垣市上石津町一之瀬）にもホンシャクナゲの自生地があり、国の天然記念物に指定されている。
|            |            |          |                |
| イカリソウ | イワウチワ | カタクリ | ホンシャクナゲ |

## 地理

### 周辺の山

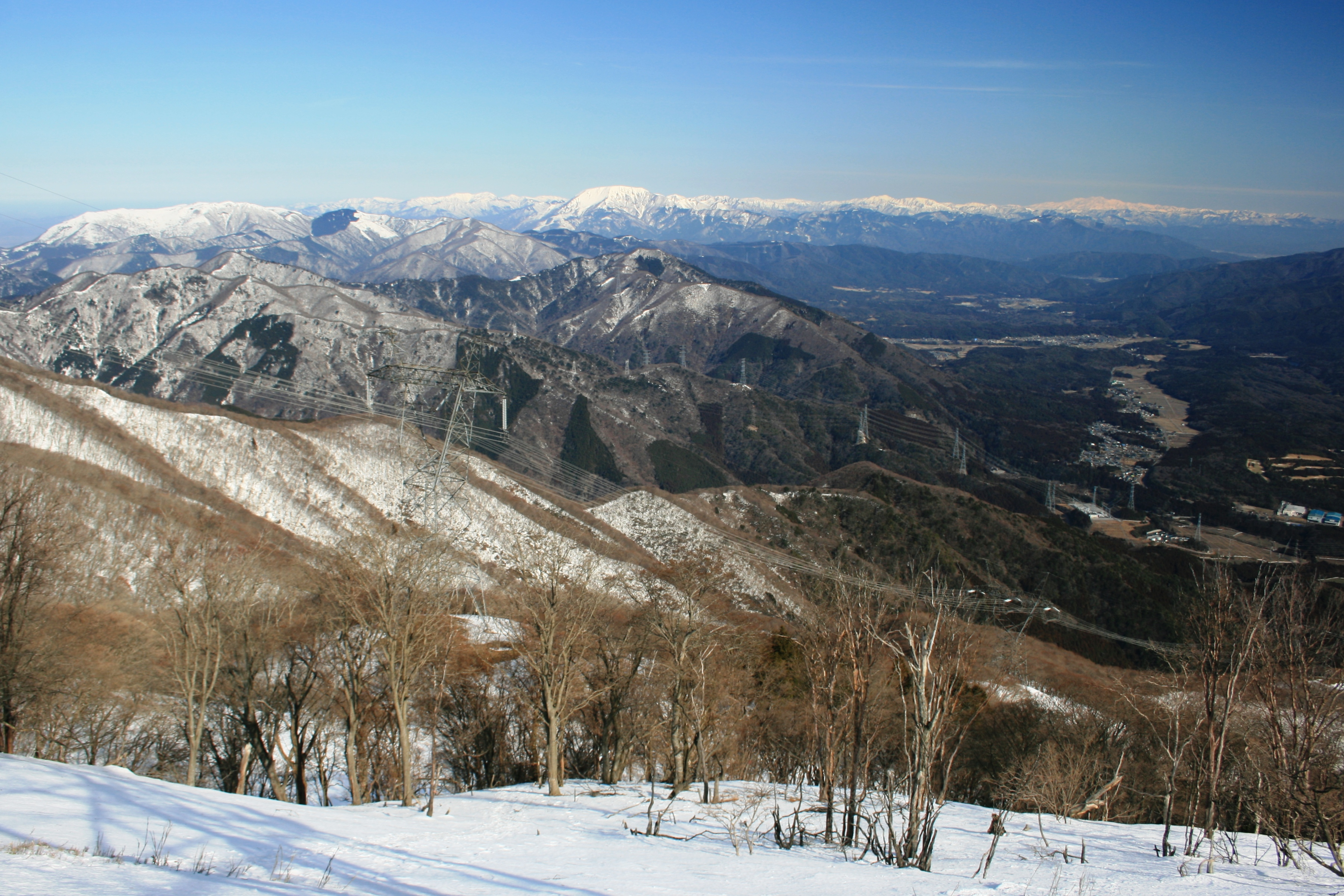
藤原岳方面から望む鈴鹿山脈北部の周辺の山、中央が烏帽子岳、遠景は伊吹山と白山

鈴鹿山脈の北部の主稜線上にある三国岳から東に派生する尾根上にある。この尾根は北の岐阜県側を流れる牧田川（木曽川水系）と南の三重県側を流れる員弁川（員弁川水系）の分水嶺となっている。山頂から南南東1.1 kmの稜線上には、狗留尊岳（標高772 m）がある。
| 山容 | 山名     | 標高 (m) | 三角点等級 基準点名               | 烏帽子岳からの 方角と距離(km) | 備考                        |
| ---- | -------- | -------- | --------------------------------- | ----------------------------- | --------------------------- |
|      | 養老山   | 859.31   | 一等 「養老山」                   | 東北東 9.0                    | 養老山地                    |
|      | 霊仙山   | 1,094    | （二等）「霊仙山」 （1,083.45 m） | 北西 7.4                      | 花の百名山                  |
|      | ソノド   | 926.0    | 三等 「ソノドヲ」                 | 北北西 5.4                    |                             |
|      | 烏帽子岳 | 864.73   | 三等 「烏帽子岳」                 | 0                             | 続ぎふ百山                  |
|      | 三国岳   | 894      | （三等）「阿惣」 (814.97 m)       | 南西 2.1                      | 岐阜・三重・滋賀県境        |
|      | 御池岳   | 1,247    |                                   | 南 5.8                        | 鈴鹿山脈の最高峰 花の百名山 |

### 源流の河川
以下の源流となる河川は、伊勢湾へ流れる。

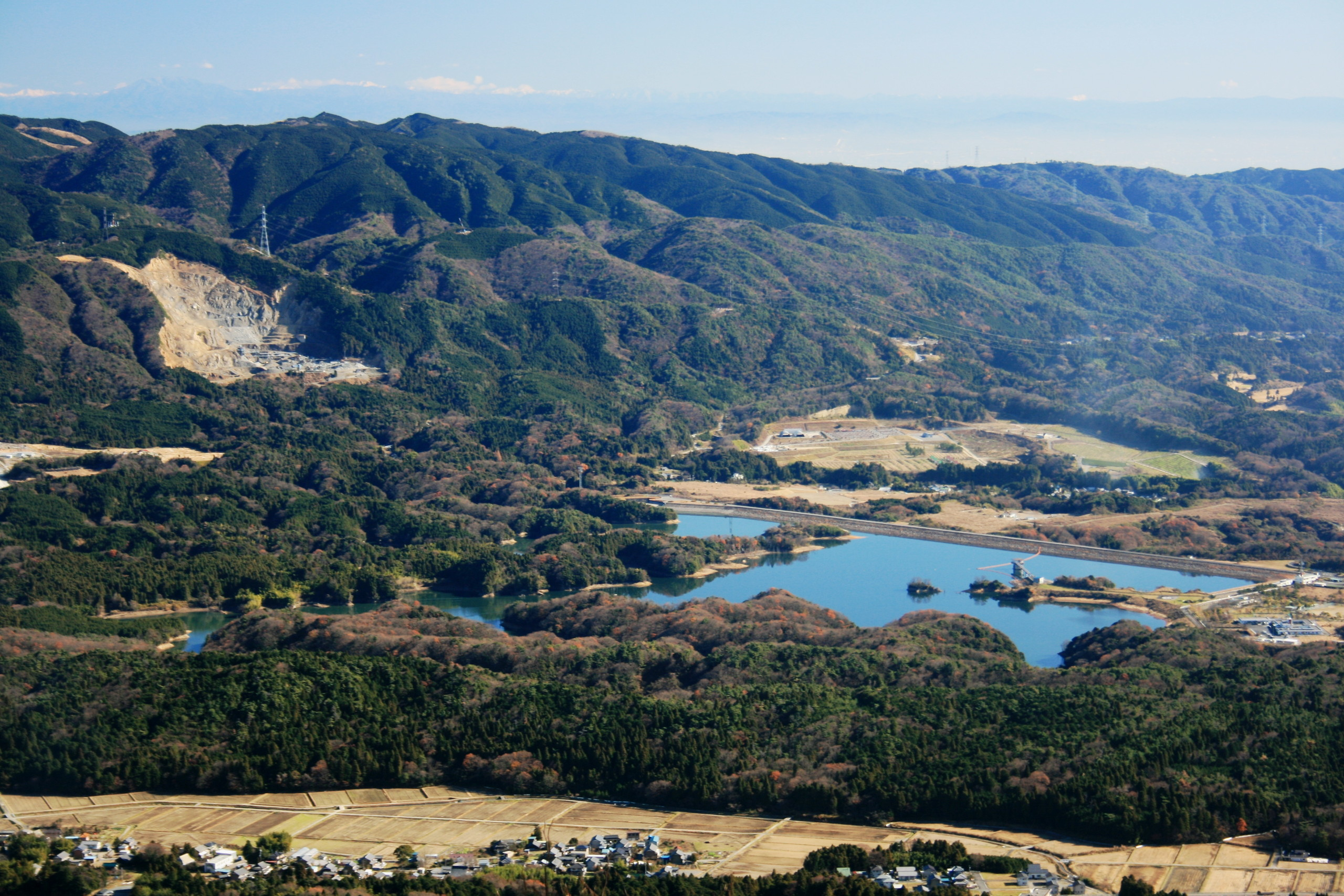
鈴鹿山脈から望む中里ダムと養老山地

- 牧田川の釣鐘谷などの支流 - 山頂の東北東4.1 kmに水嶺湖（東谷川・打上調整池）がある。
- 員弁川のタカンス谷などの支流 - 山頂の東4.4 kmに中里ダムがある。

### 交通・アクセス
- JR東海東海道本線の関ケ原駅の南南西7.6 kmに位置する。
- 三岐鉄道三岐線の西藤原駅の北北西15.2 kmに位置する。
- 名神高速道路の関ヶ原インターチェンジの南南西14.4 kmに位置する。
- 東山麓を国道365号が通る。
- 北山麓を岐阜県道・滋賀県道139号上石津多賀線が通る。